# Post-clipping Alopezie

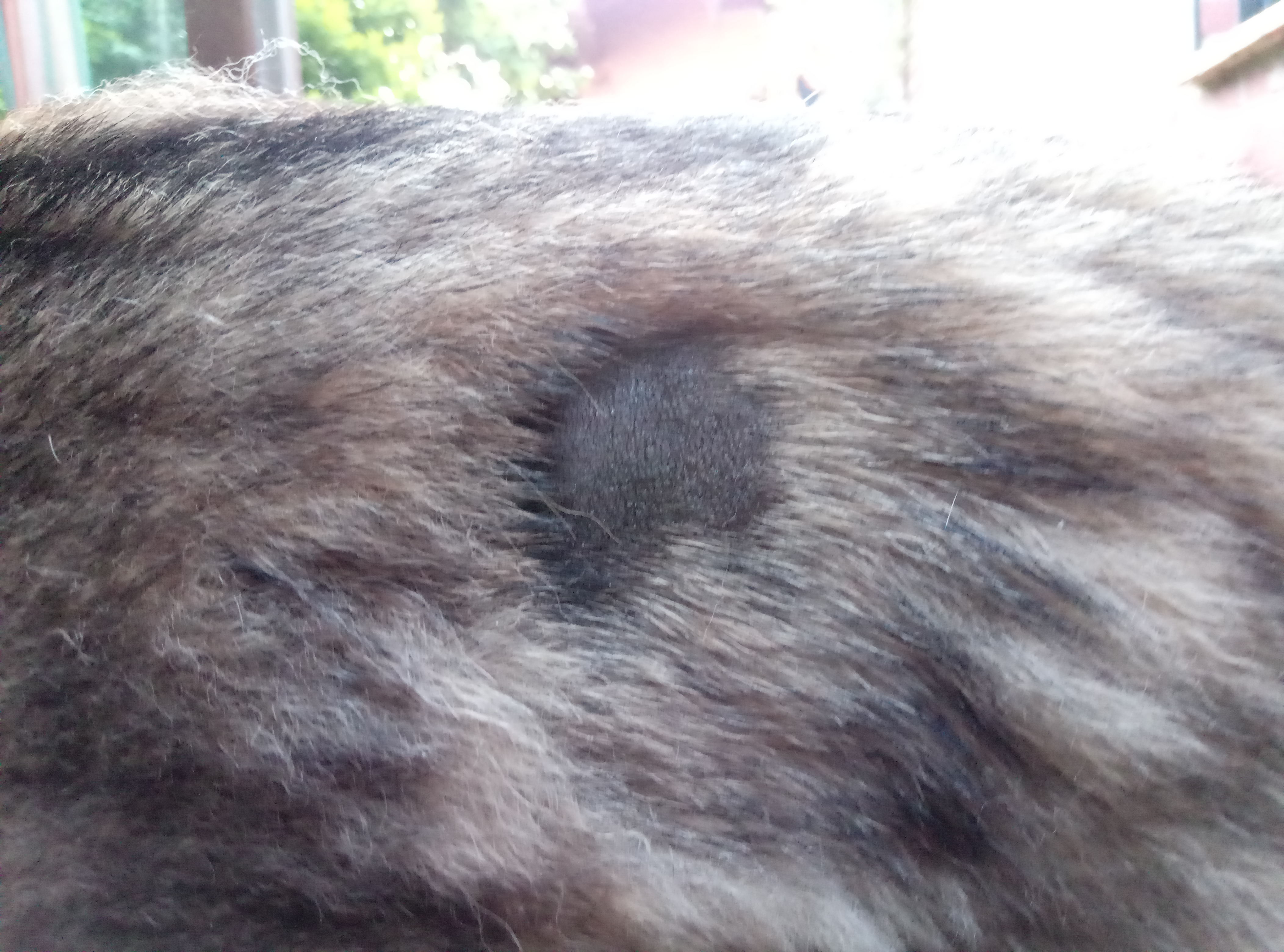
Post-clipping Alopezie sechs Monate nach dem Einsetzen einer Hüftendoprothese.

Die Post-clipping Alopezie ist eine vor allem beim Haushund auftretende lokale Form der Haarlosigkeit (Alopezie), bei der die Haare nach einer Schur nicht innerhalb von drei Monaten nachwachsen. Besonders häufig sind nordische Hunderassen mit einem dichten Fell betroffen (Husky, Zwergspitz, Chow-Chow, Deutscher Schäferhund). Die Ursache ist nicht bekannt. Vermutet werden eine genetische Komponente und temperaturbedingte Durchblutungsstörungen der Haarfollikel.
Bei der mikroskopischen Untersuchung einer Hautprobe sind alle Haarfollikel in der Telogenphase des Haarzyklus, während in behaarten Gebieten sowohl telogene als auch anagene Haarfollikel zu finden sind. Bis in der rasierten Stelle ein neuer Haarzyklus anläuft, können bis zu zwei Jahre vergehen.
Von einer sekundären Post-clipping Alopezie spricht man, wenn das Nachwachsen durch latent vorhandene Störungen des Haarzyklus als Folge anderer Erkrankungen unterdrückt ist. Hier kommen vor allem die Schilddrüsenunterfunktion, die Nebennierenüberfunktion, der Hyperöstrogenismus und die Alopecia X in Betracht.